# Anthomyza graminum
Anthomyza graminum är en tvåvingeart som först beskrevs av Zetterstedt 1846.  Anthomyza graminum ingår i släktet Anthomyza och familjen kolvflugor.
Artens utbredningsområde är Sverige. Inga underarter finns listade i Catalogue of Life.